# Omar Monza
Omar Ubaldo Monza   (nacido el 17 de febrero de 1929 en Argentina - 17 de junio de 2017) fue un jugador argentino de baloncesto. Integró el plantel campeón del Campeonato Mundial de Baloncesto de 1950 y ganó la medalla de Plata de los Juegos Panamericanos Argentina 1951, sin embargo su carrera se vio truncada cuando en 1955 es derrocado el presidente constitucional Juan Domingo Perón.
La dictadura conocida como Revolución Libertadora llevó adelante una política de persecución a políticos, periodistas escritores y deportistas, por lo cual se le prohibió participar de eventos deportivos, tanto fuera como dentro del país.
En el mismo Luna Park que en noviembre de 1950 cobijó a 21 mil espectadores para ver el triunfo sobre Estados Unidos por 64-50 en la final, se descubrió una placa recordatoria para homenajear al equipo campeón.